# Mirabilis alipes
Espèce
Classification phylogénétique
Mirabilis alipes est une plante pérenne de la famille des Nyctaginaceae, originaire du sud-ouest des États-Unis.